# Hsu Feng

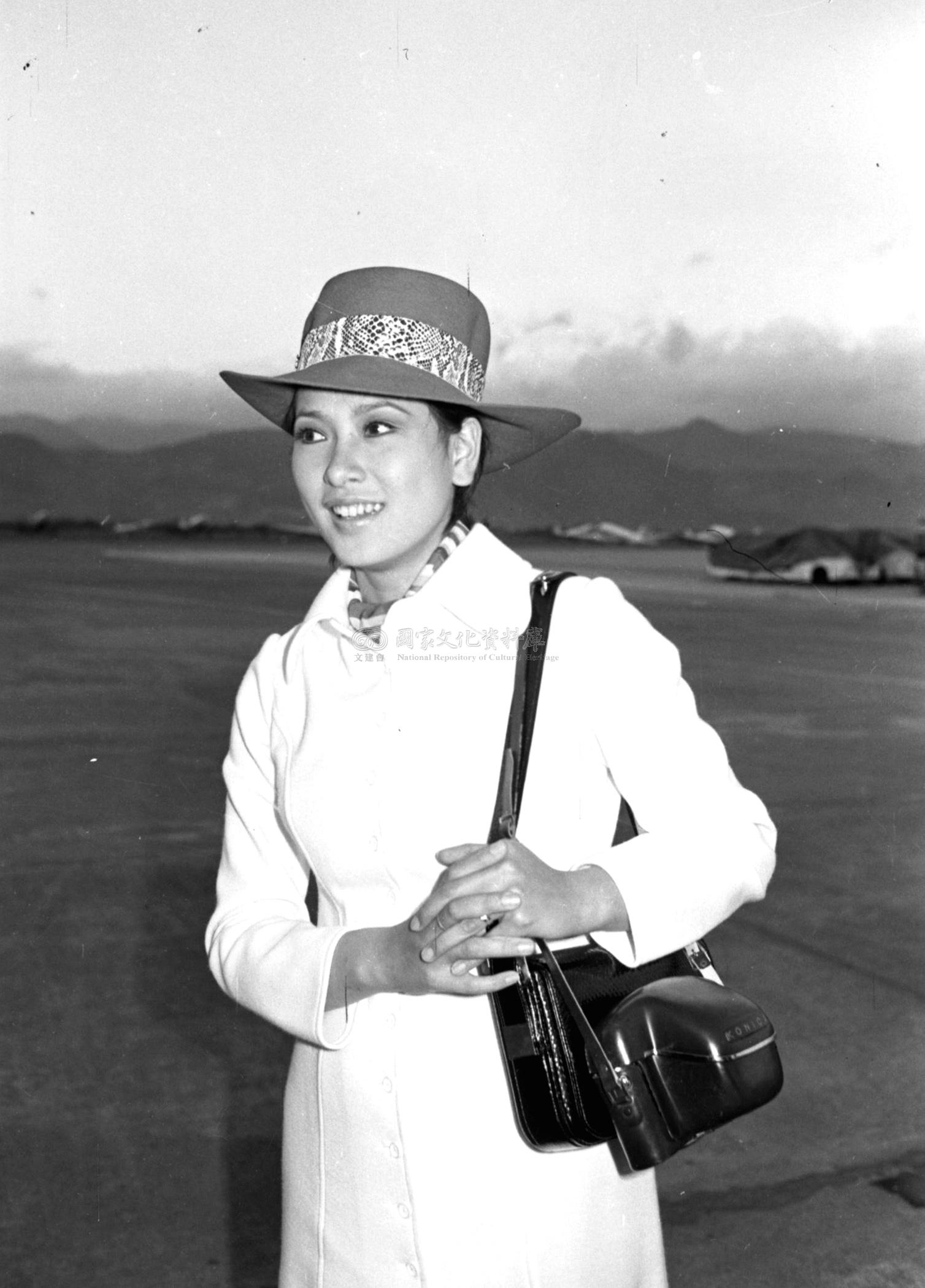
Hsu Feng (1970)

Hsu Feng (chinesisch 徐楓 / 徐枫, Pinyin Xú Fēng, W.-G. Hsü Feng, Jyutping Ceoi4 Fung1; * 1950 in Taipeh) ist eine taiwanische Schauspielerin, Filmproduzentin und Unternehmerin. In den 1970ern war sie eine der bekanntesten Schauspielerinnen im Kino Hongkongs und Taiwans. Nachdem sie 1981 ihre Karriere als Schauspielerin beendet hatte, wurde sie später eine erfolgreiche Produzentin. Ihre Arbeit als Produzentin wurde mehrfach ausgezeichnet, unter anderem erhielt sie einen Golden Horse Award (1990) und einen British Academy Film Award (1994).

## Kindheit und Jugend
Hsu Feng wurde 1950 in Taiwan als das erste Kind ihrer Eltern geboren. Ihr Vater stammte ursprünglich aus Fujian und ihre Mutter aus der Mandschurei. Nachdem ihr Vater starb, als sie erst 6 Jahre alt war, heiratete ihre Mutter erneut und bekam noch 3 Kinder. Die Familie war arm, und Hsu Feng fühlte sich als älteste Tochter früh verantwortlich, zum Familienunterhalt beizutragen. Als sie in einer Zeitung eine Anzeige einer Schauspieleragentur las, bewarb sie sich im Alter von 15 Jahren und erhielt später in King Hus Film Die Herberge zum Drachentor (1967) eine Nebenrolle.

## Werk
Als 19-Jährige erhielt sie dann 2 Jahre später eine Hauptrolle in dem Filmklassiker Ein Hauch von Zen, erneut unter der Regie von King Hu. In diesem Film spielt sie die Generalstochter Yang, die nach der Ermordung ihres Vaters von den Häschern des kaiserlichen Eunuchen in die Provinz flieht und dort aber von ihnen wieder aufgespürt wird. Der Film hat das Wuxia-Genre nachhaltig beeinflusst und gilt als das Meisterwerk von King Hu. Über Hsu Fengs Darstellung der Generalstochter Yang schrieb der amerikanische Filmkritiker Richard Corliss (Time) später einmal, dass sie weiterhin die wichtigste und hinreißendste Darstellung einer weiblichen Kriegerin auf der Leinwand sei ("she remains the screen’s gravest, most ravishing woman warrior") Hsu Fengs eigene Einstellung zu Filmen wurde durch ihre Mitwirkung an Ein Hauch von Zen grundlegend verändert. Zunächst hatte sie Filme als rein kommerzielle Produkte aufgefasst, nachdem sie jedoch die Filmfestspiele von Cannes besucht hatte, um den Film dort zusammen mit Regisseur King Hu vorzustellen, begann sie Filme auch als eine Kunstform zu betrachten.
Sie wurde im nächsten Jahrzehnt zu einer Stammbesetzung von King Hu, für den sie in den Filmen Der letzte Kampf des Lee Khan, Die Mutigen und Regen in den Bergen erneut die Rolle einer Schwertkämpferin übernahm. Für ihre Rolle in der Geistergeschichte Legend of the Mountain, ebenfalls unter der Regie King Hus, erhielt sie 1979 eine Nominierung als beste Schauspielerin bei den Golden Horse Awards.
Neben ihrer Zusammenarbeit mit King Hu wirkte sie in über 40 weiteren Filmen mit, in denen sie auch oft eine Schwertkämpferin verkörperte. Für ihre Darstellungen in Assassin (1976) und The Pioneers (1980) wurde sie jeweils mit einem Golden Horse Award als beste Schauspielerin ausgezeichnet.
Zu Beginn der 1980er Jahre zog sie sich als Schauspielerin aus dem Filmgeschäft zurück und begann stattdessen ab der Mitte der 1980er Jahre eine Karriere als Produzentin. Sie gründete mit der Tomson Film Company eine eigene Produktionsfirma, mit der sie sich auf die Produktion künstlerisch anspruchsvoller Filmprojekte spezialisierte. Zu den von ihr produzierten Filmen gehören unter anderem Red Dust (1990), Five Girls and a Rope (1992), Lebewohl, meine Konkubine (1993), Red Firecracker, Green Firecracker (1994) und Temptress Moon (1996). Für Red Dust wurde sie mit einem Golden Horse Award für den besten Film ausgezeichnet. Die beiden mehrfach prämierten internationalen Erfolge Lebewohl, meine Konkubine und Temptress Moon entstanden jeweils unter der Regie von Chen Kaige. Für Lebewohl, meine Konkubine erhielt Hsu Feng den BAFTA-Award, darüber hinaus wurde der Film auch mit der Goldenen Palme und einem Golden Globe und erhielt Nominierungen für einen César und einen Oscar.
Hsu Feng war Jury-Mitglied der Berlinale 1994 und der Filmfestspiele in Venedig 2004. 2017 wurde sie mit einem Golden Horse Award für ihr Lebenswerk ausgezeichnet.
Neben ihrer Arbeit als Schauspielerin und Produzentin war Hsu Feng auch außerhalb der Filmbranche in der Firma ihres Mannes unternehmerisch tätig, so leitete sie in Shanghai die Konstruktion des Luxuskomplexes Tomson Shanghai International Club. Nach dem ihr Mann 2004 verstarb, übernahm sie die Leitung der Firma und stellte ihre Tätigkeit als Produzentin ein.

## Privates
1976 heiratete sie den Unternehmer David Tong Cunlin, dessen Familie aus Shanghai stammt. Sie hat mit ihm zwei Söhne und lebt derzeit (1998) mit ihrer Familie in Shanghai.

## Filmografie (Auswahl)

### Darsteller
- 1967: Die Herberge zum Drachentor (龍門客棧)
- 1969: City Called Dragon
- 1971: The Invincible Sword
- 1971: Ein Hauch von Zen (俠女)
- 1973: White Butterfly Killer
- 1973: Win Them All
- 1973: End of the Black
- 1973: Der letzte Kampf des Lee Khan
- 1973: My Wife, My Love And My Maid
- 1974: First Come, First Love
- 1974: The Looks of Hong Kong
- 1974: Dragon Fury
- 1974: Chase Step by Step
- 1974: Sex, Love and Hate
- 1974: Everlasting Glory
- 1975: Chinese Amazons
- 1975: Dragon Gate
- 1975: Great Hunter
- 1975: Shaolin Disciples
- 1975: Eight Hundred Heroes
- 1975: Die Mutigen
- 1976: A Saturday Date
- 1976: Assassin
- 1976: Seven Spirit Pagoda
- 1976: Shaolin Kung Fu Mystagogue
- 1976: A Residence in the Mountains
- 1977: Pai Yu-Ching
- 1977: The Chivalry, the Gunman and Killer
- 1977: The Greatest Plot
- 1977: The Face Behind the Mask
- 1977: Woman of the Hour
- 1977: Deadly Silver Spear
- 1977: Der Herausforderer
- 1977: Shaolin Kung-Fu – Der gelbe Tiger
- 1979: The Battle of Guningtou
- 1979: Regen in den Bergen
- 1979: Legend of the Mountain
- 1980: Mr. Kwong Tung and the Robber
- 1980: Magnificent 72
- 1980: The Lost Kung Fu Secrets
- 1980: The Revenger
- 1980: Eight Escorts
- 1980: The Pioneers
- 1981: The Last Duel

### Produzent
- 1976: A Residence in the Mountains
- 1985: Funny Face
- 1985: The Young and Old Wanderers
- 1986: Young Dragons – Kung Fu Kids II
- 1986: The Woman of Wrath
- 1986: Young Dragons – Kung Fu Kids
- 1986: Spring Outside of the Fence
- 1987: The Game They Called Sex
- 1988: Kung Fu Kids Part V: The Adventure of Kung Fu Kids
- 1988: My Dream Is Yours
- 1989: Kung Fu Kids Part VI: Enter the Young Dragon
- 1990: Roter Staub
- 1992: Five Girls and a Rope
- 1992: Let Me Speak Up
- 1993: Lebewohl, meine Konkubine
- 1996: Temptress Moon
- 2004: Shanghai Story